# Великий товстий брехун
Великий товстий брехун (англ. Big Fat Liar) — комедія студії «Tollin/Robbins» та «Universal Pictures». Режисер фільму — Шон Леві.
У головних ролях — актори телешоу «Всяка всячина» Френкі Муніз і Аманда Байнс.

## Сюжет
14-річний підліток Джейсон Шепард любить брехати вчителям і батькам з приводу школи і домашніх завдань.
Одного разу Джейсон пише твір під назвою «Великий товстий брехун», щоб не залишитися в літній школі, замість того, щоб насолоджуватися канікулами. Часу у нього до 18:00, тобто 3 години. І ось, коли твір написано, до 18:00 залишається 5 хвилин. Треба швидко бігти в школу, але як на зло сьогодні вранці місцевий задирака відібрав у Джейсона скейт. Він бере старий дитячий велосипед старшої сестри і їде, ні на кого не звертаючи уваги. Його збиває машина Марті Вульфа, і той, щоб не було проблем, відвозить Джейсона в школу. Але хлопчик забуває твір в машині у Вульфа, а Вульф прочитав його і вирішив скористатися цим!
Джейсон залишився в літній школі. Дізнавшись з реклами, що Вульф збирається зняти фільм під назвою «Великий товстий брехун», Джейсон приходить у лють від того, що тато йому не вірить, що це він все-таки написав твір, а Вульф украв його ідею. Добре, що батьків не буде кілька днів вдома, сестра теж іде на всі вихідні тусити з хлопцем. Шепард хоче повернути довіру батька, і тому Джейсон вирішує поїхати в Лос-Анджелес, де знімається фільм по твору Джейс, і змусити Марті Вульфа зателефонувати батькові хлопчика і сказати, що він дійсно написав цей твір. У цьому йому допомагає подруга Кейлі.
Джейсон хотів одного — щоб Марті Вульф зізнався батькам і вчитель Джейсона в тому, що він вкрав твір.
Відповідно, Марті Вульф, невиправний брехун, не захотів рахуватися з Джейсоном. Тоді Джейсон і Кейлі стали всіляко пакостити йому і перетворювати його роботу в пекло. Не допомагає. Потім, зовсім випадково, завдяки секретарю Марті Монті Киркхэм, у них з'являється армія з акторів, яких колись звільнив Марті Вульф і з тих, які зараз там працюють, адже Вульфа ненавидять за те, що йому все сходить з рук, що він поводиться з людьми, як з тваринами, для якого немає моральних цінностей, і як сказав сам Вульф: «Це Голлівуд, малюк. Тут людина людині вовк!». І ось вся ця сила обрушується потоком на Вульфа: Спочатку вони вимотують Вульфа, ганяючи його по місту, потім він опиняється посеред пустелі, звідки його забирає вертоліт, потім вони імітують аварійну ситуацію на вертольоті і треба стрибати, а парашут один. Загалом у Павільйони знімальної студії Марті потрапив у вельми «пом'ятому» стані. І тут не все ще! Джейсон краде улюблену мавпочку Вульфа, з якою він спілкується вночі, і Вульф біжить за мавпою і Джейсоном через весь павільйон в намечений пункт, на даху будівлі, де його знімали приховані камери. Там Вульф зізнається у своєму вчинку. А внизу зібралася вся преса, батьки Джейс, працівники студії, Кейлі. Правда восторжествувала!
Отже, президент компанії звільнив Марті Вульфа, замість нього фільм зняла його помічниця, яка стала подругою для Джейсона. У головній ролі знявся колишній водій Марті, Френк, який виявився дуже талановитим актором. А фінальні титри додали «Фільм знятий за мотивами оповідання Джейсона Шепарда „Великий товстий брехун“!».

## У ролях
| Актор              | Роль                                                   |
| ------------------ | ------------------------------------------------------ |
| Френкі Муніз       | Джейсон Шепард                                         |
| Пол Джаматті       | Марті Вульф                                            |
| Аманда Байнс       | Кейли                                                  |
| Аманда Детмер      | Монті Киркхем (помічниця Марті Вульфа)                 |
| Дональд Фейсон     | Френк Джексон (водій, актор, звільнений Марті Вульфом) |
| Сандра О           | вчителька Джейсона в школі                             |
| Расселл Хорнсбі    | начальник Марті Вульфа, президент його студії          |
| Майкл Брайан Френч | Гаррі Шепард (батько Джейсона)                         |
| Крістін Туччі      | Керол Шепард (мама Джейсона)                           |
| Джон Чо            | Дасті Вонг                                             |
| Мартін Клебба      | бандит, який цілується (в титрах не вказаний)          |
| Джон Гейтінс       | буксирщик Джордж                                       |

## Цікаві факти
- Творцями фільму є Брайан Роббінс і Ден Шнайдер, колись прославилися завдяки їх телешоу «Всяка всячина», «Кенан і Кел» та «Дрейк і Джош».
- «Великий товстий брехун» — найулюбленіший фільм Френкі Муниза, для нього роль Джейсона Шепарда здавалася неймовірно смішний, особливо епізод, коли він переодягався в дівочу сукню.
- Коли Джейсон дзвонить Кейлі і каже, що пора перейти до третьої фази, Кейлі лежить на автомобілі «Делоріан», героїні фільму «Назад у майбутнє».
- Фільм став дебютом для режисера Шона Леві, але коли продюсер Ден Шнайдер прочитав початковий сценарій, він вирішив попрацювати над ним. Тому гумор комедії трохи нагадував сортирный гумор «Всякої Всячини».
- До зйомок «Великого толстого брехуна» Френкі Муніз вже був другом Аманди Байнс, вони познайомилися на зйомках серіалу «Всяка Всячина».
- Після прокату фільму Френкі приписували роман з Амандою Байнс.
- У російському прокаті фільм перекладали як «Невиправний Брехун» (так називався колись один радянський фільм) та «Здоровий Жирний Брехун» у перекладі Гобліна.
- В одній зі сцен фільму персонаж Пола Джаматті обіцяє Шепард, що якщо він витягне його з халепи, то він скаже його батькові, що він зняв і Врятувати рядового Райана теж; примітно що Пол Джаматті сам зіграв роль Сержанта Хілла в цьому фільмі.